# 聖羅森多

聖羅森多（西班牙語：San Rosendo），是智利的城市，位於該國中部比奧比奧大區的比奧比奧省，面積92.4平方公里，海拔高度68米，2012年人口3,398人，人口密度每平方公里37人。
37°15′48″S 72°43′27″W / 37.26333°S 72.72417°W